# Willy Vanden Berghen
Willy Vanden Berghen (Vilvoorde, 3 luglio 1939 – 1º aprile 2022) è stato un ciclista su strada belga.

## Palmarès

### Olimpiadi
- 1 medaglia:
  - 1 bronzo (Roma 1960 nella corsa in linea)

### Mondiali
- 1 medaglia:
  - 1 bronzo (Sachsenring	1960 nella corsa in linea dilettanti)